# أنارستانك
أنارستانك (بالفارسية: انارستانک) هي مستوطنة تقع في قسم برون الريفي (مقاطعة فردوس) في إيران. يقدر عدد سكانها بـ 324 نسمة .